# Паровий млин Яновського

Млин Яновського

Паровий млин Яновського — колишнє борошномельне підприємство, що існувало в Києві з 1907 року.

## Історія підприємства
Млин споруджено 1907 року на території садиби Товариства київських парових машин Лазаря Бродського (вулиця Набережно-Хрещатицька, 11, нині 21). Власником підприємства був купець Соломон Яновський.
У довіднику «Мукомольное дело в россии» (1909) вміщено докладний технічний опис млина: «Мельн. М. В. Кноблохъ. М. автомат., постр. фир. А. Эрлангеръ въ 1907 г. Двигат.— 2 электромот. 215 силъ зав. Шуккерта (энергія — Кіевск. Гор. Ст.). 10 вальц. стан. сист. Бюллера, 6 крупов. «Корона», 10 кровати, разсѣвовъ А. Эрланг., 3 многорукавн. фильтра Бюллера, 1 п. франц. жерн., 4 горизонт, шерет., 9 тріеровъ, 2 щет. маш., 1 зигъ-загъ, 1 «Тріумфъ» Бюллера, 3 бурата, автомат,замочка зерна и 1 тараръ. Освѣщ. — электр. Рабоч. — 26 чел. (3 смѣны). М. перемал.3000— 3500 пуд. пшеницы въ сутки. Зерно Кіевск., Под. и Бессар. г. Сортовъ муки—9, отрубей— 2. Сбыть на мѣстѣ, въ Черниговск. губ., Привисл. и Сѣв.-Зап. краяхъ. Мѣшки джут. Варта и Нарвской ман— ры.»
За даними довідника «Весь Юго-Западный край» (1913), працювало 14 робітників. За даними довідника «Календарь. Адресная и справочная книга г. Киева на 1916 год», у рік млин переробляв 1,5 млн пудів зерна, працювало 20 робітників.
З початку 1920-х млин націоналізовано, за даними 1925 року - 2-й Держмлин.
З 1999 року будівля належала підприємству ВАТ “Київмлин”. В 2004 році визнана пам’яткою промислової архітектури. Зруйнована в 2009 році під будівництво готелю, яке зрештою так і не було здійснене.

## Споруда
Будівля парового млина Яновського на момент знищення була однією із найбільших млинарських споруд на території Києва. Споруда була цегляною, 5-поверховою, фасади було оздоблено у стилі модерну, що є рідкістю для промислових споруд.